# Thelypteris uncinata
Thelypteris uncinata är en kärrbräkenväxtart som beskrevs av Alan Reid Smith. Thelypteris uncinata ingår i släktet Thelypteris och familjen Thelypteridaceae. Inga underarter finns listade.